# Tăng nhất A-hàm
Tăng nhất A-hàm (chữ Hán: 增壹阿含; tiếng Phạn: Ekottara Āgama) là một trong bốn bộ kinh văn A-hàm của Kinh tạng (Sūtra Piṭaka) Phạn ngữ. Là một kinh văn quan trọng trong Kinh điển Phật giáo sơ kỳ, sau đó được tập thành trong Đại tạng kinh, Tăng nhất A-hàm hiện chỉ còn bản dịch Hán văn(Taishō Tripiṭaka 125). Tên "Tăng nhất" nhằm chỉ đến cánh đánh số tăng tuần tự các bài giảng của nó.